# Dolby Laboratories
Dolby Laboratories, Inc. (Dolby Labs) — американская компания, специализирующаяся в области систем обработки звука, звукозаписи и звуковоспроизведения.

## История

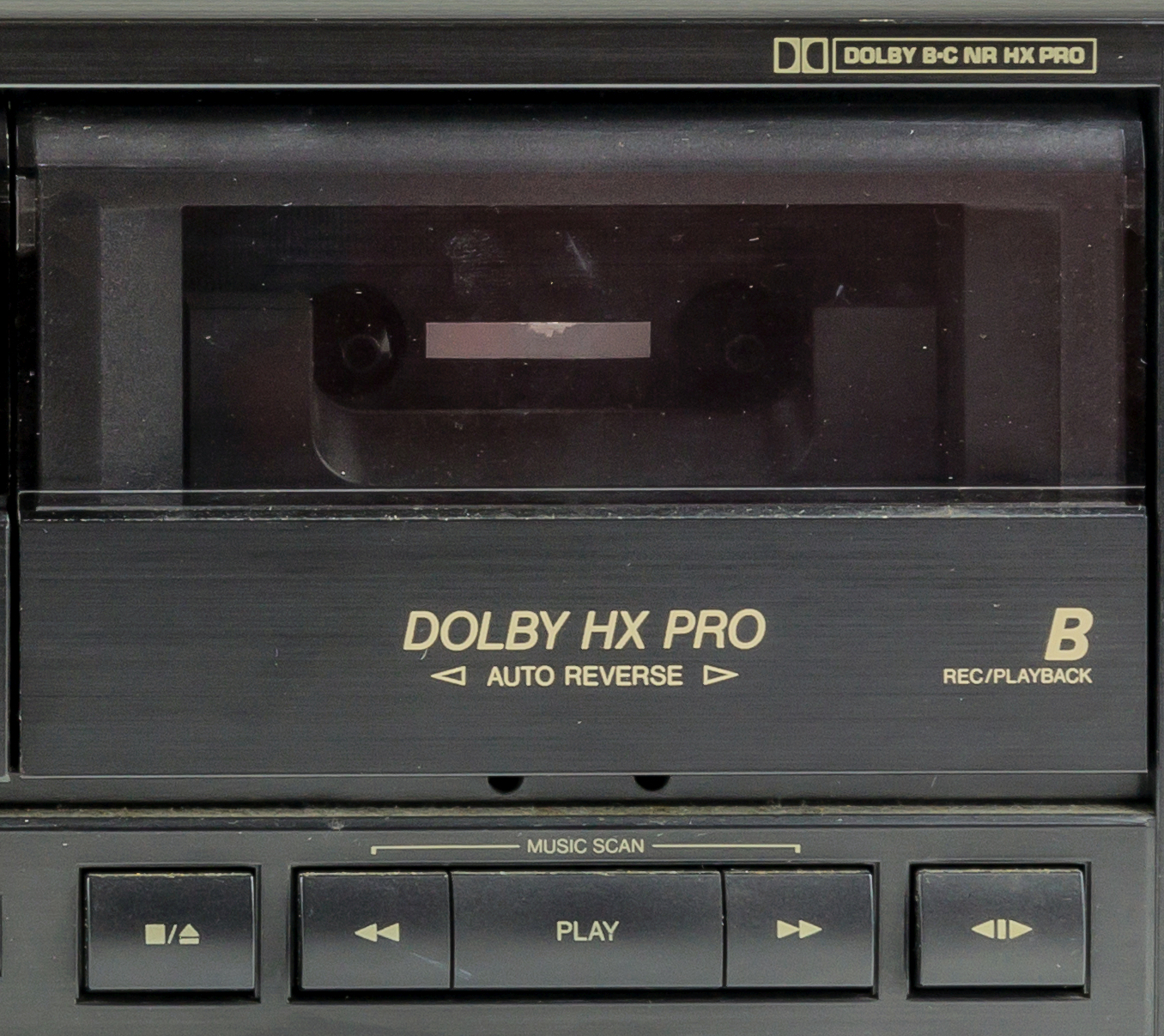
Символика Dolby на аудиомагнитофоне JVC

Изначально была основана американским инженером Реем Долби в 1965 году как британская научная лаборатория (штаб-квартира — Лондон), в 1968 году преобразована в коммерческую фирму и переведена сначала в Нью-Йорк, затем в Сан-Франциско (с 1976).
В конце 60-х — начале 70-х системы шумоподавления Dolby A (1965—1966, для профессионалов) и Dolby B (1967—1968, для обычных пользователей) производят революцию в звукозаписи на магнитную ленту. В 1972 система Dolby A адаптируется для звукозаписи на киноплёнку (оптический способ записи).
В 1975 году фирма создаёт аналоговую систему Dolby Stereo, содержащую 4 звуковых канала: левый и правый для музыки и эффектов, центральный для диалогов и четвёртый — окружающий (surround) — для создания общей звуковой атмосферы.
Начало успеха системам Dolby положили вышедшие в 1977 году «Звёздные войны» Джорджа Лукаса и «Близкие контакты третьего рода» Стивена Спилберга, а когда Лукас объявил, что и новый эпизод — «Империя наносит ответный удар» — будет снят со звуком в формате Dolby Stereo — началась повальная dolby-фикация американских кинотеатров: если до этого только в ~50 кинотеатрах США была установлена такая система, то теперь без Dolby нельзя представить ни один современный кинотеатр.
В 1986 году Dolby Stereo была модернизирована до Dolby SR (Spectral Recording), где опционально был добавлен низкочастотный канал.
Одновременно с этим для съёмок очередного эпизода «Звёздных войн» — «Возвращение джедая» студия «Lucasfilm» и «Dolby Labs» разработали модификацию системы Dolby SR — THX (Tomlison Holman eXperimental) — названую в честь звукоинженера студии Томлисона Холмана и одноимённого фильма Лукаса 1967 и 1971 годов. Система дополнительно разделяла канал surround на два псевдоканала (левый и правый) и выделяла низкие частоты в отдельный канал для сабвуфера.
В 1982 году «Dolby Labs» выпускает урезанную, домашнюю версию Dolby Stereo — Dolby Surround (3-х канальная — левый, правый, окружающий), а в 1987 полноценную модификацию — Dolby Pro Logic (4-х канальная).
В 1990 году появляется домашняя версия THX — THX Home (разрабатывалась с 1986 года).
Все вышеупомянутые системы были аналоговыми, но уже в 1982 году фирма начинает работы и над системами цифровой звукозаписи:
в 1984 году появляется Dolby AC-1 (AC — Audio Coding);
в 1989 году — Dolby AC-2, которые, однако, не получают большого распространения.
И вот, в 1992 году появляется Dolby AC-3 (она же Dolby Digital 5.1, или Dolby SR-D, или просто Dolby Digital). Шесть каналов объёмного цифрового звука: левый, центральный и правый фронтальные, левый и правый окружающие и дополнительно низкочастотный канал для сабвуфера. 
Естественно, вскоре появляются цифровая модификация THX и соответствующие домашние версии.
Но и этого Джорджу Лукасу показалось мало, и для съёмок «Скрытой угрозы» была разработана модификация Dolby Digital EX — THX Surround EX (Dolby Digital Surround EX, Dolby Digital 6.1), в которой дополнительно появился задний окружающий канал. Естественно была разработана и домашняя версия — THX Ultra. Кроме того, опционально низкочастотный канал был разделён на два субканала — на «низкий» и «высокий» низкочастотный.

## Звуковые системы Dolby
- Системы шумопонижения: Dolby A/B/C/SR/S — см. Системы шумопонижения Dolby;
- Системы динамического подмагничивания: Dolby HX, Dolby HX Pro;
- Системы пространственного звука: Dolby Stereo, Dolby Surround, Dolby Pro Logic, Dolby Digital, Dolby Atmos.

## Цифровое видео
- Dolby Digital Cinema
- Dolby 3D — технология для показа трёхмерного кино в цифровых кинотеатрах.
- Dolby Vision — формат мастеринга и доставки контента, аналогичный медиапрофилю HDR10.